# Есперанто-Ліга в Ізраїлі
Есперанто-Ліга в Ізраїлі (есп. Esperanto-Ligo en Israelo, ELI) — національна організація ізраїльських есперантистів, секція Всесвітньої Есперанто-Асоціації.

## Зародження есперанто-руху
В 1908 році в Єрусалимі було засновано перший есперантистський гурток. Засновником був доктор Е. Шмітц, член храмової асоціації та директор німецької лікарні. Доктор Ахрон-Мейр Мазя, засновник перших соціалістичних робочих груп у Палестині та автор медичного словника давньоєврейської мови, дуже зацікавився цим гуртком і навіть сам опанував есперанто. Гурток припинив існування, коли засновник повернувся до Німеччини (1910?). У 1914 році, за кілька місяців до початку війни, грецький православний священик Гавриїл відродив єрусалимський гурток. Інший панотець, Маріус Россі, пропагував есперанто у Вифлеємі.
Однак лише на початку 1920-х років, із зростанням єврейської імміграції з Європи, есперанто-рух значно активізувався. У 1922 році М. Аміель з Нью-Йорка заснував Єрусалимське товариство Миру і Братерства (івр. שלום ואחווה) та заснував курс есперанто. Діяльність товариства тривала навіть після того, як Аміель повернувся до США. Матеріали на тематику есперанто почали з'являтися у пресі. У той же час в Тель-Авіві була заснована есперанто-група «Konkordo», яка в 1924 році видала першу періодичне видання на есперанто «Єврейський есперантист» (есп. «Hebrea Esperantisto»).
Перша національна зустріч відбулася в Єрусалимі в 1925 році. Центральна сіоністська організація представила на 17-му Всесвітньому конгресі в Женеві буклет на есперанто «Єврейський прогрес у Палестині» (есп. «Hebrea progreso en Palestino»), працю доктора І. Ольсвангера. Наступного, 1926 року, на 18-му Всесвітньому конгресі в Едінбурзі було представлено ілюстрований буклет «Нові люди, нові шляхи» (есп. «Novaj Homoj, Novaj Vojoj») того ж автора.
Економічний спад, що настав у наступні роки, дещо сповільнив активність місцевої есперанто-спільноти. Однак у 1928 році з'явився есперанто-івритський словник (з повною граматикою та вправами) професора Езри Меламеда.
У 1934 році в Єрусалимі відбулася Друга національна зустріч, приурочена 60-річчю піонера есперанто в Палестині Натана Хавкіна. Участь у заході взяли понад 60 людей з трьох великих міст та деяких сіл. Того ж року в Тель-Авіві відбувся Близькосхідний Конгрес Есперанто. В урочистому відкритті (10 травня) Конгресу взяли участь більше ста есперантистів, кілька з яких були іноземними гостями. Детальні статті про конгрес з'явились у різних газетах (в тому числі й неесперантистських). Кульмінація конгресу настала, коли перший мер міста Тель-Авів Меїр Дізенґоф урочисто відкрив першу на Близькому Сході вулицю Заменгофа. З цієї нагоди Дізенґоф виголосив теплу промову про Заменгофа та його творчість.

## Палестинська Есперанто-Ліга
Парадоксально, але саме Друга світова війна принесла новий поштовх руху в Ізраїлі, що спонукало до народження загальнодержавної організації. Причиною послугували хвилі легальної та нелегальної імміграції, які принесли нових есперантистів, чимало есперантистів було у складі армій союзних держав. Солдати-євреї також розповсюджували есперанто серед вірмен-військових. Відбулося значне збільшення кількості есперанто-груп, і виникла потреба у національній організації, яка б об'єднала та координувала дії. Палестинська Есперанто-Ліга (PEL) була заснована на Третій національній зустрічі (13-15 квітня 1941 року, Хайфа). Цього ж місяця з'явився «Внутрішній вісник» (есп. «Interna Bulteno»), що виходив до заснування Держави Ізраїль тричі на рік. На тій же зустрічі Єрусалимська група опублікувала переклад з івриту та їдиш на есперанто, а також ноти «Єврейського пісенника» (есп. «Hebrea Kantareto»). Почали з'являтися й інші публікації перекладів. У 1944 році в Єрусалимі з'явилася ілюстрована поема на еперанто Йозефа Когена-Цедека «Тиберій».
20 січня 1944 року есперантисти з усієї країни відсвяткували 70-річчя Натана Хавкіна в Єрусалимі, прибуло понад сто учасників та багато іноземних гостей.
На 32-му Всесвітньому конгресі в Берні (1947 рік) Палестину представляла делегація з 25 есперантистів.

## Діяльність ELI
У 1948 році була проголошена незалежність Держави Ізраїль. Восени 1949 року есперантисти зібралися в Тель-Авіві з метою відновлення руху в країні. Це була перша зустріч в державі, і PEL було перейменовано на Есперанто-Лігу в Ізраїлі (ELI). Президентом було обрано Нахума Дрезнера. В 1959 році ELI приєдналася до Всесвітньої Есперанто-Асоціації як національна асоціація.
У лютому 1959 року з'явився перший номер нового журналу, який згодом став відомим як «Israela Esperantisto». У квітні-листопаді статті та інтерв'ю про есперанто та доктора Заменгофа з'явилися у шістнадцяти газетах, а національне радіо транслювало декілька програм на цю тему. 70 людей відвідали ювілейні заходи, присвячені Заменгофу в Тель-Авіві.
У 1961 році Ісай Дратвер, активіст довоєнного польського есперанто-руху, прибув до Ізраїлю і став президентом ELI. У грудні 1961 року була заснована Північна група ELI.
У 1967 році в Тель-Авіві було заплановано проведення 52-го Всесвітнього конгресу. Проте через загострення активної фази Шестиденної війни захід було перенесено до Роттердама.
Черговий конгрес у Тель-Авіві відбувся лише в 2000 році. На зустрічі були присутні 1212 учасників.
Станом на 2013 рік в організації перебувало 160 членів.